# Gevelreiniging

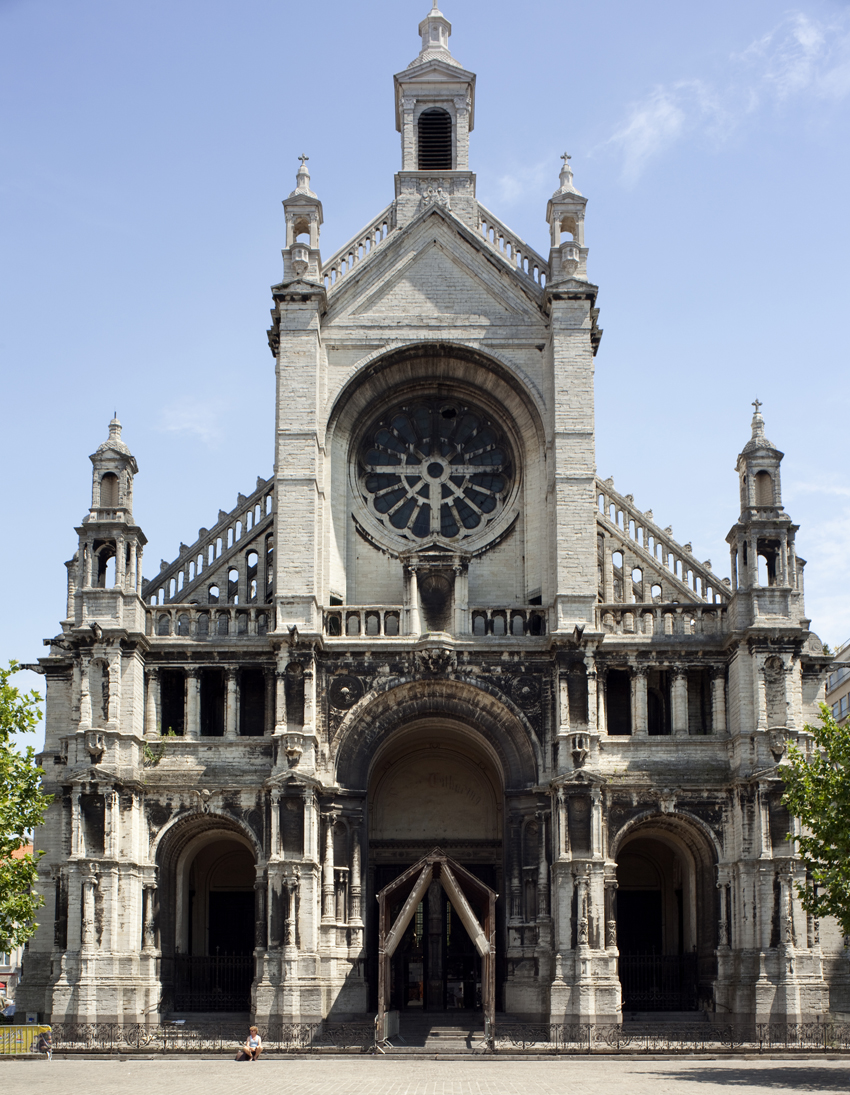
De Sint-Katelijnekerk, Brussel anno 2010

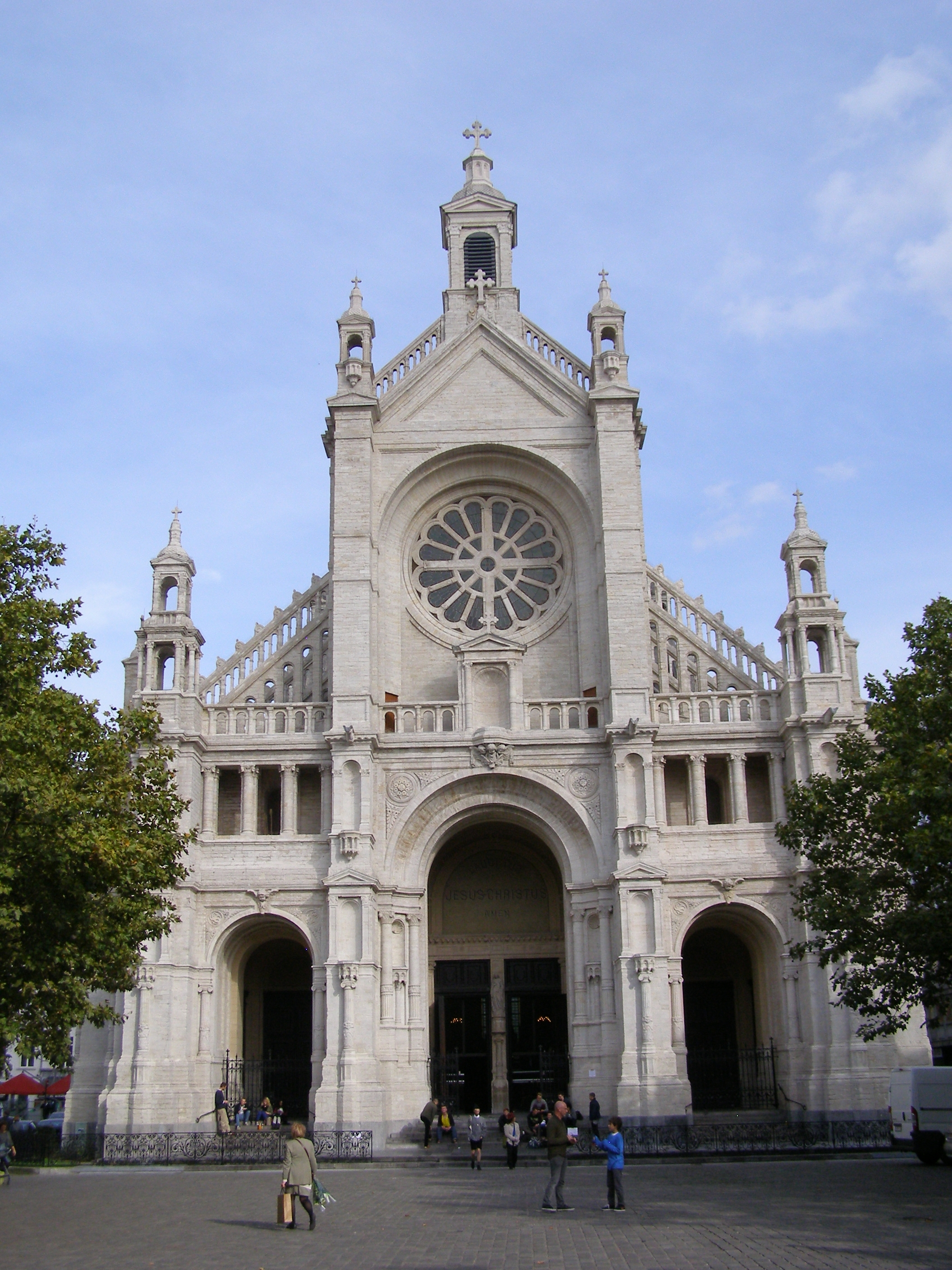
Sint-Katelijnekerk (Brussel), oktober 2014, na een reiniging

Onder gevelreiniging verstaat men het reinigen van gevels van gebouwen.
Door graffiti en de tand des tijds kan het aanzicht van huizen of bedrijven worden beschadigd. Deze aanslag kan worden verwijderd met een hogedrukspuit of chemische middelen. 
Gevelreiniging maakt gevels schoon, maar is niet altijd zonder risico. Schade aan panden wordt soms  te veroorzaakt door het onjuist reinigen van gevels. Mede daarom is het bij monumenten in Nederland doorgaans niet toegestaan om zonder vergunning een gevel te reinigen.

## Technische aspecten
Gevelreiniging brengt in alle gevallen een zeker schaderisico met zich mee. Men zou het kunnen vergelijken met een auto wassen met behulp van een schuurmiddel en een schuurspons. Reiniging kan de gevel mechanisch of chemisch beschadigen waardoor afzanding, verpoedering, schilfering en afbrokkeling kan optreden. Metselwerk en vele soorten natuursteen zijn na reiniging door het verwijderen of aantasten van de bakhuid vaak poreuzer waardoor de gevel meer water opneemt en er kans op vorstschade optreedt en een snellere en diepere vervuiling van de gevel. Daarom is het van belang, dat de gevel na een reiniging wordt geïmpregneerd.  

## Soorten reiniging

### Stralen
Olivijn is een veel gebruikt middel voor gevelreiniging. Kleine olivijnkorrels worden samen met water gestraald op de muur, zodat de verontreinigde laag verwijderd wordt. Olivijn is hiervoor beter geschikt dan gewone zandkorrels, door haar grotere hardheid.
Er zijn verschillende factoren die de mate van reiniging en ook de kans op schade bepalen. De druk waarmee het straalmiddel op de gevel terechtkomt is daarvan een van de belangrijkste. Daardoor bepaalt degene die reinigt voor een belangrijk deel het uiteindelijke effect. Naast de hoeveelheid druk waarmee wordt gespoten is namelijk ook de afstand van de spuitmond tot de gevel bepalend voor de kracht waarmee het straalmiddel op de gevel inslaat. Voorts is de korrelgrootte, korrelvorm en korrelhardheid van het straalmiddel van belang. Hoe groter, hoekiger en harder de korrel is, des te sneller kan men werken, maar ook des te groter is de schade aan de steen. De intensiteit hangt mede af van de spuitmond. Sommige spuitmonden laten het straalmiddel wervelen, waardoor de reiniging minder door de impact van het spuitmiddel en meer door een schurende werking wordt bereikt. Voorts maakt het groot verschil of sprake is van een droge of een natte methode (al dan niet met toevoeging van water). Stralen is een mechanische vorm van reinigen. Door een dun laagje van het oppervlak weg te schuren wordt de gevel schoongemaakt. Of dat nu nat of droog gebeurt, met zand, soda, katoenvezels, ijs of elk ander straalmiddel, de kans op schade is reëel. Een vakkundige aanpak is daarom van groot belang.

### Stoomreiniging
Ook bij stoomreiniging bestaat de kans op beschadiging. Naast de kracht waarmee dit gebeurt kan de hete stoom zouten oplossen die in de gevel zitten. Hierdoor kan zoutuitbloei op de gevel ontstaan, ook is het mogelijk dat de zoutkristallen bijvoorbeeld het voegwerk kapotdrukken. Met name op gezonde baksteengevels is een stoomreiniging (mits met kennis van zaken uitgevoerd) echter vaak een goede methode. Er wordt maar weinig water in de gevel ingebracht, de mechanische schade kan gering blijven, en er blijven geen chemische restproducten achter die schade kunnen veroorzaken.

### Chemische reiniging
Bij chemische reiniging wordt vaak een mengsel van stoffen aangebracht die het vuil van de ondergrond oplossen of losweken. Sommige middelen zoals zuren, kunnen kalkvoegen of natuursteen aantasten of bouwschadelijke zouten mobiliseren. De mogelijkheden zijn sterk afhankelijk van het type ondergrond en de materialen waaruit de gevel is opgebouwd. Vaak moet een gevel nagespoeld worden met stoom of warm water onder hoge druk waardoor vervolgens weer de kans tot mechanische schade ontstaat. Bovendien blijft altijd een deel van het chemische product in de gevel achter.

### Laserreiniging
Ook bestaat de laserreiniging. Een arbeidsintensieve methode waar het vuil door intensief licht wordt verdampt. De intensiviteit van het gebruikte licht wordt uitgedrukt in watt. De methode werkt het minst verstorend bij lichte gevels. Voor donkere natuursteen en donkere bakstenen is de methode alleen geschikt als er geen metaalpigmenten in de steen zijn toegevoegd. Het licht doet niets aan inerte materialen zoals glas en steen maar tast wel allerlei andere materialen, waaronder coatings en kunststof producten, aan. Bij natuursteensoorten kan verkleuring optreden doordat alle vervuiling verdwijnt. Indien de laser langdurig op dezelfde plaats blijft staan kan verhitting van het oppervlak plaatsvinden waardoor er verkleuring (door smelten) optreedt. Aan de gevels van het enkele jaren geleden op deze manier gereinigde stadhuis van Rotterdam is verkleuring zichtbaar. Een wetenschappelijke verklaring voor deze verkleuring is (nog) niet voorhanden, zodat het ook niet mogelijk is om deze verkleuring uit te sluiten.
Van belang is het juiste type laser te selecteren waarbij de YAG-laser vooralsnog de minste schade aan de ondergrond veroorzaakt.

### Mechanische reiniging
Tot slot bestaat er ook een vorm van mechanische gevelreiniging. Mechanische gevelreiniging wordt hoofdzakelijk toegepast voor het reinigen van gladde oppervlakken, zoals gevelbeplating en glas. 
Deze methode is echter niet of nauwelijks geschikt voor het reinigen van poreuze ondergronden, zoals baksteen of beton. Het idee achter deze methode is dat het geveloppervlak intensief wordt geborsteld door een machinaal aangedreven borstel. Hierdoor wordt in combinatie met water en reinigingsmiddelen, de vervuilingen van het oppervlak verwijderd. Het beste is deze methode te vergelijken met een mobiele autowasstraat. Een gevelreinigingmachine kan door middel van een hoogwerker, mobiele kraan of gevel gondelinstallatie langs de gevel getransporteerd worden. Grote voordelen van dit systeem is de constante druk waarmee geborsteld wordt, de grotere snelheid waarmee gewerkt wordt, de vergroting van de veiligheid (omdat geen mensen meer op hoogte hoeven te werken) en de verbetering van de arbeidsomstandigheden (omdat dit zware werk van mensen wordt overgenomen). Naast laserreiniging zijn ontwikkelingen binnen de mechanische reiniging, de grootste vormen van vooruitgang in de gevelreiniging branche.

## Verwijderen van graffiti
Een veelvoorkomende reden om over te gaan tot reiniging is graffiti. Graffiti is ontsierend en roept vaak meer kliederwerk op. Bij het verwijderen van graffiti wordt de gevel vaak  aangetast. Indien een monumentale gevel met graffiti is beklad, moet eerst worden vastgesteld welk type verf is gebruikt. Vervolgens kan de reinigingstechniek worden bepaald, waarbij in ogenschouw moet worden genomen welke schade de reinigingsmethode kan aanrichten. Het verwijderen van graffiti door middel van stralen bijvoorbeeld kan zeer kwalijke gevolgen hebben. De minste beschadiging ondervindt een gevel die niet van een beschermlaag is voorzien en de graffiti binnen 24 uur wordt verwijderd met de voor de verfsoort en ondergrond juiste reinigingsmethode. Aangezien dit niet altijd lukt is het bij graffiti-gevoelige locaties aan te raden een zelfopofferend anti-graffitisysteem aan te brengen.
Bij graffiti op een niet beschermd oppervlak moet men altijd een ter zake kundige raadplegen. Een bekend drama was de graffiti met tectyl op het monument in Kamp Vught, waarbij een bedrijf met reiniging ging experimenteren. Gevolg was dat de later te hulp geroepen echte deskundigen de gedenkstenen niet meer konden redden en deze gedenkstenen door replica's vervangen moesten worden.

## Andere gevelwerkzaamheden
Gevelreiniging wordt vaak aangeboden samen met andere behandelingen. Vaak wordt aangeboden om de gevel na het reinigen waterafstotend te behandelen (te hydrofoberen). Waar kans op bekladden of beplakken bestaat zal men een anti-graffitisysteem voorstellen. Soms is ook het vervangen van het voegwerk noodzakelijk.